# Torneo de Reserva 1938
El Torneo de Reserva 1938 fue la octava edición del certamen organizado por la Asociación del Football Argentino. Participaron un total de 17 equipos, siendo 16 participantes de la Primera División 1938.
Los nuevos participantes fueron: Almagro, que regresó tras su última participación en la temporada 1934; y Rosario Central, de la Asociación Rosarina de Football, que hizo su debut en el torneo y se convirtió en el primer equipo fuera de Buenos Aires en participar en él.
El certamen dejó de disputarse tras la sexta fecha, por lo que no hubo campeón.

## Equipos
De los 17 equipos de Primera División, participaron 16 en esta edición ya que Talleres no participó:
| Equipo                      | Ciudad       |
| --------------------------- | ------------ |
| Almagro                     | Buenos Aires |
| Atlanta                     | Buenos Aires |
| Boca Juniors                | Buenos Aires |
| Chacarita Juniors           | Buenos Aires |
| Estudiantes de La Plata     | La Plata     |
| Ferro Carril Oeste          | Buenos Aires |
| Gimnasia y Esgrima La Plata | La Plata     |
| Huracán                     | Buenos Aires |
| Independiente               | Avellaneda   |
| Lanús                       | Lanús        |
| Platense                    | Buenos Aires |
| Racing                      | Avellaneda   |
| River Plate                 | Buenos Aires |
| Rosario Central             | Rosario      |
| San Lorenzo de Almagro      | Buenos Aires |
| Tigre                       | Victoria     |
| Vélez Sarsfield             | Buenos Aires |

### Distribución geográfica de los equipos
| Región                 | Cant. | Equipos |
| ---------------------- | ----- | --- |
| Ciudad de Buenos Aires | 10    | Almagro, Atlanta, Boca Juniors, Chacarita Juniors, Ferro Carril Oeste, Huracán, Platense, River Plate, San Lorenzo de Almagro y Vélez Sarsfield |
| Conurbano bonaerense   | 4     | Independiente, Lanús, Racing y Tigre |
| Ciudad de La Plata     | 2     | Estudiantes de La Plata y Gimnasia y Esgrima La Plata                                                                                           |
| Ciudad de Rosario      | 1     | Rosario Central |

## Sistema de disputa
Se llevó a cabo en dos ruedas, por el sistema de todos contra todos, invirtiendo la localía. La tabla final de posiciones del torneo se estableció por acumulación de puntos.

## Tabla de posiciones
| Pos. | Equipo                      | Pts. | J | DG  | GF |
| ---- | --------------------------- | ---- | - | --- | -- |
| 1.°  | River Plate                 | 11   | 6 | 19  | 27 |
| 2.°  | San Lorenzo de Almagro      | 10   | 5 | 13  | 22 |
| 3.°  | Boca Juniors                | 8    | 5 | 11  | 17 |
| 4.°  | Atlanta                     | 7    | 5 | 1   | 11 |
| 5.°  | Independiente               | 5    | 4 | 7   | 12 |
| 6.°  | Estudiantes de La Plata     | 5    | 6 | 6   | 22 |
| 7.°  | Chacarita Juniors           | 5    | 5 | 1   | 13 |
| 8.°  | Vélez Sarsfield             | 4    | 4 | 1   | 11 |
| 9.°  | Platense                    | 4    | 5 | -2  | 9  |
| 10.° | Racing                      | 4    | 4 | -2  | 7  |
| 11.° | Huracán                     | 4    | 5 | -5  | 8  |
| 12.° | Ferro Carril Oeste          | 4    | 5 | -6  | 11 |
| 13.° | Almagro                     | 3    | 4 | -4  | 8  |
| 14.° | Lanús                       | 3    | 5 | -7  | 8  |
| 15.° | Tigre                       | 2    | 5 | -12 | 11 |
| 16.° | Gimnasia y Esgrima La Plata | 2    | 4 | -12 | 8  |
| 17.° | Rosario Central             | 1    | 5 | -10 | 7  |